# Prins Luitpold af Bayern (født 1951)
 For alternative betydninger, se Prins Luitpold af Bayern. (Se også artikler, som begynder med Prins Luitpold af Bayern)
Prins Luitpold af Bayern (tysk: Luitpold Rupprecht Heinrich Prinz von Bayern) (født 14. april 1951 i Starnberg) tilhører slægten Wittelsbach, der var Bayerns kongehus indtil 1918. Begge hans forældre var børnebørn af landets sidste konge (Ludwig 3. af Bayern).

## Forfædre
Prins Luitpolds mor var prinsesse Irmingard af Bayern (1923–2010). Hun var den ældste overlevende datter af kronprins Rupprecht af Bayern (1869–1955), der var Bayerns sidste tronfølger. Kronprins Rupprecht var søn af kong Ludwig 3. af Bayern (1845–1921). Irmingard af Bayern var datterdatter af storhertug Vilhelm 4. af Luxembourg (1852–1912).
Prins Luitpolds far var prins Ludvig af Bayern (1913–2008). Han var søn af prinsesse Isabella Antonie af Croÿ (1890–1982) og prins Franz Maria Luitpold af Bayern (1875–1957). Prins Franz var søn af kong Ludwig 3. af Bayern (1845–1921).

## Familie
Prins Luitpold er gift med Kathrin Beatrix Wiegand (født 1951). De har to døtre og tre sønner: 
- Auguste Marie Philippa af Bayern (født 1979), gift med Ferdinand, prins til Lippe-Weissenfeld (født 1976). Prinsesse Auguste er zoolog (adfærdsbiolog)
- Alice Isabella Maria af Bayern (født 1981), gift med Lukas, prins af Auersperg (født 1981)
- Ludwig Heinrich af Bayern (født 1982)
- Heinrich Rudolf af Bayern (født 1986)
- Karl Rupprecht af Bayern (født 1987)

## Bayersk arveret
Prins Luitpold er (teoretisk) arving til den bayerske trone. 
I arvefølgen er han placeret lige efter sine fætre: tronprætendent Franz, hertug af Bayern (født 1933) og titulær tronfølger Max Emanuel, hertug i Bayern (født 1937). 
Fætrene er sønner af Albrecht af Bayern (1905–1996), der var en søn af kronprins Rupprecht og en ældre halvbror til prins Luitpolds mor (prinsesse Irmingard). 